# اختصار لوحة المفاتيح

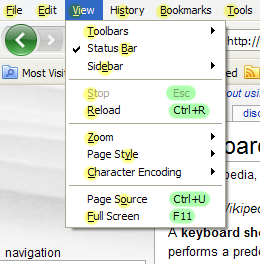
قائمة View في موزيلا فيرفكس وعليها اختصارات لوحة المفاتيح

في الحوسبة، اختصار لوحة المفاتيح (أو اختصار المِزرار) هو مفتاح أو أكثر على لوحة المفاتيح في الحاسب يتم ضغطها لتنفيذ علميات محددة مسبقاً. يمكن تنفيذ هذه العمليات بطرق أخرى: كالتعامل مع قائمة، أو كتابة أوامر في سطر الأوامر أو استخدام جهاز تأشير كالفأرة. استخدام اختصارات لوحة المفاتيح بدلاً من القيام بأحد الإجراءات السابقة يوفر المستخدم على نفسه الكثير من الوقت.
في بعض الحالات، هناك بعض المهام التي يتعذر تنفيذها إلا بواسطة اختصارات لوحة المفاتيح. هذه الحالات لا تعبر تقنياً عن اختصارات لوحة المفاتيح، إلا أنها تحمل نفس الاسم، على سبيل المثال توجد اختصارات لوحة مفاتيح خاصة للحواسيب المحمولة لتعديل سطوع الشاشة.

## وصلات خارجية
- تعريف صن لاختصارات لوحة المفاتيح